# ریچارد دوفین
 ریچارد دوفین (انگلیسی: Richard Duffin؛ زاده ۲۴ مارس ۱۹۰۹ درگذشته ۲۹ اکتبر ۱۹۹۶) یک دانشمند اهل ایالات متحده آمریکا بود.